# King's Quest IV: The Perils of Rosella
King's Quest IV: The Perils of Rosella è un'avventura grafica sviluppata e pubblicata dalla Sierra On-Line per sistemi MS-DOS e GS/OS Il videogioco fa parte della serie di  King's Quest.